# Иоганн III (Гольштейн)
Иоганн III Мягкий (нем. Johann III. der Milde; ок. 1297 — 27 сентября 1359) — граф Гольштейн-Киля с 1316 года и Гольштейн-Плёна с 1314 года.
Сын Герхарда II Слепого и его второй жены Агнессы Бранденбургской, которая первым браком была замужем за датским королём Эриком V Клиппингом.
После смерти отца (1312) Иоганн III получил Гольштейн-Плён, а его старший брат Герхард IV (ум. 1317) — Гольштейн-Зегеберг. В 1314 году, по договору от 7 июня, Герхард продал брату часть наследства.
После смерти Иоганна II Одноглазого (1320/1321) Иоганн III получил Киль и часть Штормана.
В 1319 году помог своему единоутробному брату Кристофу II утвердиться на датском престоле и получил в пожизненное владение Фемарн. В 1326 году Кристоф II был изгнан из Дании и снова обратился за помощью к Иоганну III. При этом он заложил ему Лолланд и Фалстер, а после возвращения на престол передал Шонен и часть Зеланда (1329). В 1331 году Кристоф II был окончательно свергнут, и Иоганн III отдал ему Никобинг и Фалстер.
В 1340 году на датский престол был избран Вальдемар IV Аттердаг. В 1346 году Иоганн III был вынужден вернуть ему Лолланд и Зеланд (за денежную компенсацию).
В 1350 году унаследовал владения своего племянника Герхарда (Зегеберг).

## Семья
Первая жена — Катарина (ум. 1327), дочь глоговского герцога Генриха III, вдова Иоганна V Бранденбургского (1302—1317). От неё дети:
- Адольф VII (ум. 1390), граф Гольштейн-Киль
- Агнесса (ум. 1386), муж — герцог Саксен-Лауэнбурга Эрих II (ум. 1368/1369)
- Мехтильда, с ок. 1341 г. жена Николая III фон Верль
- Елизавета, жена его брата Бернхарда II фон Верль.

Вторая жена — Мерислава, дочь графа Николая фон Виттенбурга.